# The Lives of a Bengal Lancer
The Lives of a Bengal Lancer is een Amerikaanse avonturenfilm uit 1935 onder regie van Henry Hathaway. Destijds werd de film in Nederland uitgebracht onder de titel Bengaalsche lanciers.

## Verhaal
De kolonel van een regiment in Brits-Indië is verbaasd te horen dat zijn pas afgestudeerde zoon zich bij zijn troepen heeft aangesloten. Een lancier neemt de jongen onder zijn hoede. Hij komt er al vlug achter dat hij geen heilig boontje is.

## Rolverdeling
| Acteur            | Personage               |
| ----------------- | ----------------------- |
| Gary Cooper       | Luitenant McGregor      |
| Franchot Tone     | Luitenant Forsythe      |
| Richard Cromwell  | Luitenant Stone         |
| Guy Standing      | Kolonel Stone           |
| C. Aubrey Smith   | Majoor Hamilton         |
| Kathleen Burke    | Tania Volkanskaya       |
| Douglas Dumbrille | Mohammed Khan           |
| Monte Blue        | Hamzulla Khan           |
| Colin Tapley      | Luitenant Barrett       |
| Akim Tamiroff     | Emir                    |
| J. Carrol Naish   | Grootvizier             |
| Noble Johnson     | Ram Singh               |
| Lumsden Hare      | Generaal-majoor Woodley |
| Jameson Thomas    | Hendrickson             |